# La Guerre à la maison
Pour les articles homonymes, voir The War at Home.
La Guerre à la maison (The War at Home) est une sitcom américaine en 44 épisodes de 22 minutes chacun, créée par Rob Lotterstein et diffusée entre le 11 septembre 2005 et le 22 avril 2007 sur le réseau FOX.
En France, la série est diffusée depuis le 27 août 2007 sur M6.

## Synopsis
Dave et Vicky ont eu des parents leur laissant une grande liberté. Ils ont donc pu expérimenter la vie seuls ; quelques années plus tard, ils sont à leur tour parents de trois enfants : Hillary, Larry et Mike. Dave et Vicky ne donneront pas à leurs enfants la même éducation qu’ils ont reçue...

## Distribution
- Michael Rapaport (VF : Ludovic Baugin) : David "Dave" Gold
- Anita Barone (VF : Dominique Westberg) : Victoria "Vicky" Gold
- Kaylee Defer (VF : Caroline Pascal) : Hillary Gold
- Kyle Sullivan (VF : Hervé Grull) : Lawrence Alan "Larry" Gold
- Dean Collins (VF : Gwenaël Sommier) : Michael "Mike" Gold
- Rami Malek (VF : Paolo Domingo) : Khaleel Nazeeh "Kenny" Al-Bahir (21 épisodes sur 44)
- Anita Gillette : Betty

- Version française
  - Studio de doublage : SOFI
  - Direction artistique : Michel Dodane et Blanche Ravalec
  - Adaptation : Cord Grey[1]

## Épisodes

### Première saison (2005-2006)
1. Les Enfants terribles (Pilot)
2. Cyber menteur (I.M. What I.M.)
3. Sur la corde raide (High Crimes)
4. Devine qui vient pour le barbecue ? (Guess Who's Coming to the Barbecue)
5. Toute première fois (Like a Virgin)
6. Je veux qu'on m'aime (The Bigger They Come)
7. Bonjour les dégâts (Cheers)
8. Tolérance zéro (The Empire Spanks Back)
9. Les Pieds dans le plat (Dave Get your Gun)
10. Y'a pas d'âge pour ça (Breaking Up Is Hard to Do)
11. Pour quelques dollars de plus (It's a Living-Part 1)
12. Panique à bord (Gimme a Break-Part 2)
13. Confidence pour confidence (Three's Company)
14. Épelle maternité (How Do you Spell Relief ?)
15. Vive la déprime ! (Looney Tunes)
16. Moi, immature ? (Oh Grow Up)
17. Le Démon de midi (The Seventeen-Year Itch)
18. Crise de foi (13 Going On $30,000)
19. Scènes de la vie familiale (Snow Job)
20. Palm Beach nous voila ! (The West Palm Beach Story)
21. Sales gosses (The Runaways)
22. Boire ou conduire (Drive Me Crazy)

### Deuxième saison (2006-2007)
1. Vive la rentrée ! (Back to School)
2. Le Briseur de rêves (Dream Crusher)
3. Super Dave (Super Dave)
4. Liberté conditionnelle (Car Wars)
5. Je m'en lave les mains (I Wash my Hands On you)
6. Pimente-moi (Be Careful What you Ask For)
7. Je t'aime papa (Love This)
8. La Guerre des roses (Gaza Strip)
9. Vin sur vin (Cork Screwed)
10. C'est qui le coach ? (Love Is Blind)
11. Coming Out (Out & In)
12. Le Chouchou (Put On a Happy Face)
13. Vert de rage (It's Not Easy Being Green)
14. Argent trop cher (A Lower-Middle-Upper-Middle-Class Problem)
15. Pas de fumée sans... (Zero Tolerence)
16. Pas de mariages et un enterrement (No Weddings and a Funeral)
17. Famille d'accueil (Kenny Doesn't Live Here Anymore)
18. Assurance tous risques (Take This Job and Bleep It)
19. Le Rappeur blanc (The White Shadow)
20. Sur le ring (The War of the Golds)
21. Difficile d'avaler la pilule (A Bitter Pill to Swallow)
22. Examen final (The Graduate)

## Commentaires
- Les critiques de The war at home, titre original de La guerre à la maison, ont été désastreuses au point où la sitcom a été considérée comme une des plus mauvaises de la saison 2005/2006 outre-Atlantique[2].